# Liste der Bodendenkmäler in Steinfeld (Unterfranken)
Auf dieser Seite sind die Bodendenkmäler in der unterfränkischen Gemeinde Steinfeld zusammengestellt. Diese Tabelle ist eine Teilliste der Liste der Bodendenkmäler in Bayern. Grundlage ist die Bayerische Denkmalliste, die auf Basis des Bayerischen Denkmalschutzgesetzes vom 1. Oktober 1973 erstmals erstellt wurde und seither durch das Bayerische Landesamt für Denkmalpflege geführt wird. Die folgenden Angaben ersetzen nicht die rechtsverbindliche Auskunft der Denkmalschutzbehörde.

## Bodendenkmäler der Gemeinde Steinfeld

### Bodendenkmäler in der Gemarkung Hausen
| Lage              | Objekt                                                           | Akten-Nr.     | Bild |
| ----------------- | ---------------------------------------------------------------- | ------------- | ---- |
| Hausen (Standort) | Bestattungsplatz mit Grabhügeln vorgeschichtlicher Zeitstellung. | D-6-6023-0023 |      |
| Hausen (Standort) | Bestattungsplatz mit Grabhügel vorgeschichtlicher Zeitstellung.  | D-6-6023-0077 |      |
| Hausen (Standort) | Bestattungsplatz mit Grabhügeln vorgeschichtlicher Zeitstellung. | D-6-6023-0078 |      |
| Hausen (Standort) | Bestattungsplatz mit Grabhügeln vorgeschichtlicher Zeitstellung. | D-6-6023-0079 |      |
| Hausen (Standort) | Siedlung vorgeschichtlicher Zeitstellung.                        | D-6-6024-0344 |      |
| Hausen (Standort) | Siedlung des Neolithikums.                                       | D-6-6024-0384 |      |

### Bodendenkmäler in der Gemarkung Steinfeld
| Lage                 | Objekt | Akten-Nr.     | Bild |
| -------------------- | --- | ------------- | ---- |
| Steinfeld (Standort) | Bestattungsplatz mit Grabhügeln vorgeschichtlicher Zeitstellung sowie Richtstätte des Mittelalters und der frühen Neuzeit.                                                         | D-6-6023-0018 |      |
| Steinfeld (Standort) | Bestattungsplatz mit Grabhügeln vorgeschichtlicher Zeitstellung. | D-6-6023-0019 |      |
| Steinfeld (Standort) | Bestattungsplatz mit Grabhügeln vorgeschichtlicher Zeitstellung. | D-6-6023-0020 |      |
| Steinfeld (Standort) | Spätmittelalterliche bis frühneuzeitliche Landwehr. | D-6-6023-0021 |      |
| Steinfeld (Standort) | Siedlung der Linearbandkeramik, der jüngeren Latènezeit und vermutlich der Hallstattzeit.                                                                                          | D-6-6023-0022 |      |
| Steinfeld (Standort) | Bestattungsplatz mit Grabhügeln vorgeschichtlicher Zeitstellung. | D-6-6023-0083 |      |
| Steinfeld (Standort) | Bestattungsplatz mit Grabhügel vorgeschichtlicher Zeitstellung. | D-6-6023-0084 |      |
| Steinfeld (Standort) | Bestattungsplatz mit Grabhügeln vorgeschichtlicher Zeitstellung. | D-6-6023-0085 |      |
| Steinfeld (Standort) | Bestattungsplatz mit Grabhügeln vorgeschichtlicher Zeitstellung. | D-6-6023-0086 |      |
| Steinfeld (Standort) | Siedlung der Urnenfelderzeit und der Hallstattzeit. | D-6-6023-0087 |      |
| Steinfeld (Standort) | Bestattungsplatz mit Grabhügel vorgeschichtlicher Zeitstellung. | D-6-6023-0088 |      |
| Steinfeld (Standort) | Bestattungsplatz mit Grabhügel vorgeschichtlicher Zeitstellung. | D-6-6023-0089 |      |
| Steinfeld (Standort) | Bestattungsplatz mit Grabhügeln vorgeschichtlicher Zeitstellung. | D-6-6023-0092 |      |
| Steinfeld (Standort) | Bestattungsplatz mit Grabhügel vorgeschichtlicher Zeitstellung. | D-6-6023-0093 |      |
| Steinfeld (Standort) | Bestattungsplatz mit Grabhügel vorgeschichtlicher Zeitstellung. | D-6-6023-0094 |      |
| Steinfeld (Standort) | Wüstung des hohen und späten Mittelalters. | D-6-6024-0136 |      |
| Steinfeld (Standort) | Bestattungsplatz mit Grabhügel vorgeschichtlicher Zeitstellung. | D-6-6024-0275 |      |
| Steinfeld (Standort) | Untertägige mittelalterliche und frühneuzeitliche Befundet im Bereich der Katholischen Pfarrkirche Mariä Himmelfahrt und St. Bartholomäus von Steinfeld und ihrer Vorgängerbauten. | D-6-6024-0342 |      |

### Bodendenkmäler in der Gemarkung Waldzell
| Lage                | Objekt | Akten-Nr.     | Bild |
| ------------------- | --- | ------------- | ---- |
| Waldzell (Standort) | Bestattungsplatz mit Grabhügeln vorgeschichtlicher Zeitstellung.                                               | D-6-6023-0038 |      |
| Waldzell (Standort) | Bestattungsplatz mit Grabhügeln vorgeschichtlicher Zeitstellung.                                               | D-6-6023-0039 |      |
| Waldzell (Standort) | Frühneuzeitlicher Vorgängerbau der bestehenden neugotischen Katholischen Kuratiekirche St. Vitus von Waldzell. | D-6-6023-0073 |      |
| Waldzell (Standort) | Befunde der frühen Neuzeit im Bereich der St. Gertraudenkapelle.                                               | D-6-6023-0075 |      |
| Waldzell (Standort) | Bestattungsplatz mit Grabhügeln vorgeschichtlicher Zeitstellung.                                               | D-6-6023-0095 |      |

### Bodendenkmäler in der Gemarkung Wiesenfeld
| Lage                  | Objekt                                                                         | Akten-Nr.     | Bild |
| --------------------- | ------------------------------------------------------------------------------ | ------------- | ---- |
| Wiesenfeld (Standort) | Siedlung sowie Bestattungsplatz vorgeschichtlicher Zeitstellung mit Grabhügel. | D-6-6023-0044 |      |